# Cúllar Vega
Cúllar Vega es una localidad y municipio español situado en la parte central de la comarca de la Vega de Granada, en la provincia de Granada, comunidad autónoma de Andalucía. Limita con los municipios de Vegas del Genil, Churriana de la Vega y Las Gabias. Cuenta con una población de 7809 habitantes (INE 2024). Por su término discurre el río Dílar.
El municipio cullero es una de las treinta y cuatro entidades que componen el Área Metropolitana de Granada, y comprende los núcleos de población de Cúllar Vega, Los Remedios y la mayor parte de El Ventorrillo, situado en el límite con Vegas del Genil. Cabe destacar que la pedanía de Híjar se encuentra completamente anexionada a Cúllar Vega, pese a encontrarse dentro del término municipal de Las Gabias, dándose casos de calles cuyas aceras pertenecen a distintos municipios.

## Toponimia
Deriva de árabe Qûllar, que parece proceder del latín Collum, ‘terreno elevado’. La coletilla Vega hace referencia a su comarca, para diferenciarla del Cúllar en la comarca de Baza.

## Símbolos

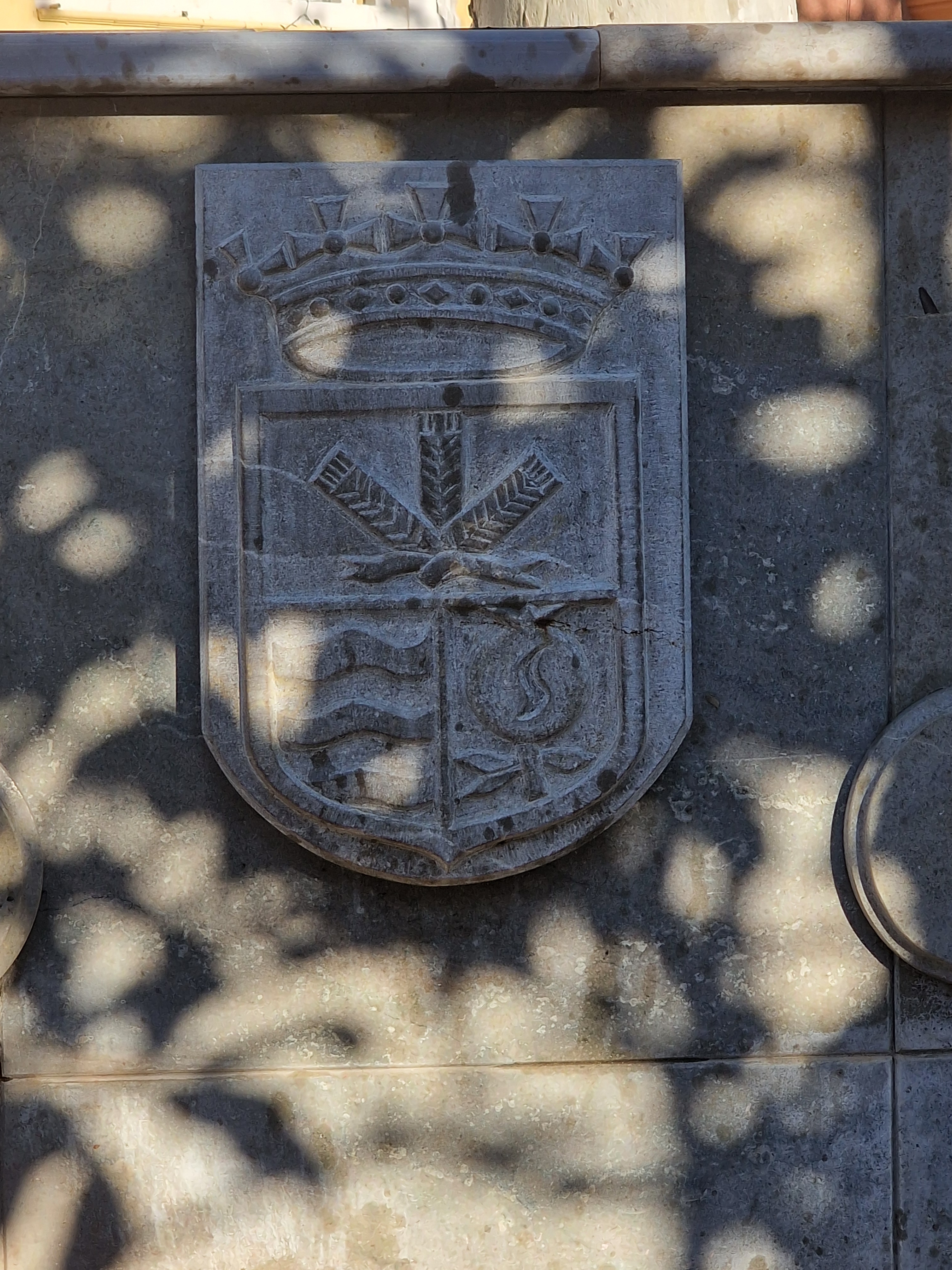
Escudo municipal grabado en una fuente situada en la plaza Felipe Moreno

Cúllar Vega cuenta con un escudo y bandera adoptados oficialmente el 14 de septiembre de 2009.

### Escudo
Su descripción heráldica es la siguiente:

Escudo español, cortado y medio partido. Primero de sinople (verde), tres espigas puestas en banda, palo y barra, de oro (amarillo); atadas por sus tallos por una cinta de lo mismo. Segundo de plata (blanco), tres fajas onduladas de azur (azul). Tercero de plata, una granada al natural, tallada y hojada de sinople y rajada de gules (rojo). Al timbre, corona real española cerrada.

### Bandera
La enseña del municipio tiene la siguiente descripción:

Paño de proporciones 3:2 (largo por ancho); dividido horizontalmente en tres franjas de igual anchura de los colores verde, blanco y azul de arriba hacia abajo. Al centro del paño, el escudo municipal.

## Historia
En la época nazarí la población se dedicaba a la agricultura de regadío. Cuando los Reyes Católicos reconquistaron Granada, los musulmanes siguieron asentados en Cúllar Vega hasta la época de Felipe II. En 1571 comienza la repoblación del reino granadino y pocos años después se realiza el deslinde y amojonamiento del municipio. En esa época se dedicaban a la agricultura y la ganadería.
En el siglo XVIII, las tierras de Cúllar Vega estaban estructuradas en tres grupos: regadío, secano y viñas y la ganadería era un sector poco significativo. Un siglo más tarde, la desamortización de los bienes de la Iglesia afectó a la población.

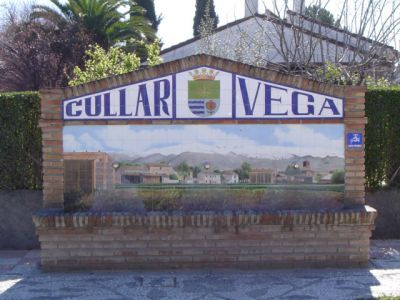
Fuente en la entrada de Cúllar Vega

En el siglo XX ocurrieron distintos acontecimientos, como en 1921 con la inundación de la venida de las Andas de Gabia o la expansión urbanística a finales de siglo, aumentando significativamente su población debido a la cercanía de la localidad con la capital.

### Asesinato de Ana Orantes
En diciembre de 1997, el municipio fue conocido en toda España por un terrible suceso. El 4 de diciembre, Ana Orantes, vecina del pueblo desde hacía algunos años, acudió al programa de televisión de Canal Sur De Tarde en Tarde, presentado por Irma Soriano, donde relató los cuarenta años de maltrato que ella y algunos de sus hijos habían sufrido a manos de su marido. El testimonio no consiguió evitar que Ana fuera cruelmente asesinada por su marido, con el que estaba en trámites de divorcio, tan solo catorce días después de la entrevista, el 17 de diciembre de 1997. Su asesinato conmocionó al país y marcó un antes y un después en la lucha y en la concienciación sobre la violencia machista en España.
Como homenaje, el pueblo de Cúllar Vega puso el nombre de Ana Orantes a una de sus calles. Además, el pueblo erigió un monolito en su honor y, por extensión, en honor de todas las víctimas de violencia de género.

## Geografía

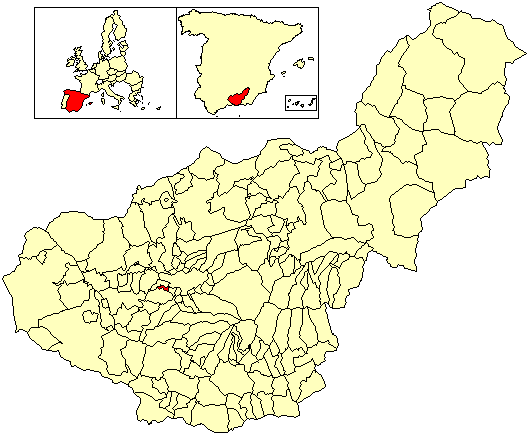
Extensión del municipio en la provincia de Granada

### Situación
Integrado en la comarca de la Vega de Granada, se encuentra situado a 8 kilómetros de la capital provincial, a 97 de Jaén, a 164 de Almería y a 294 de Murcia. Por Cúllar Vega discurre el río Dílar, que nace a 2900 m de altura en Sierra Nevada y desemboca en el río Genil, en el término municipal de Vegas del Genil. Este último suministra agua a la acequia Dorabulcilo, llamada actualmente Arabuleila, que atraviesa el río Dílar subterráneamente.
| Noroeste: Vegas del Genil           | Norte: Vegas del Genil | Nordeste: Vegas del Genil y Churriana de la Vega |
| Oeste: Vegas del Genil y Las Gabias |                        | Este: Churriana de la Vega                       |
| Suroeste: Las Gabias                | Sur: Las Gabias        | Sureste: Las Gabias y Churriana de la Vega       |

### Clima
Su clima es un mediterráneo continentalizado, seco y templado en verano, con temperaturas máximas de 35 °C mientras que en invierno las temperaturas pueden alcanzar los -1 °C, sobre todo en enero. Las precipitaciones son escasas, aunque son más frecuentes en primavera y otoño; durante el invierno suele nevar varios días cada año.

## Demografía
Cúllar Vega cuenta con una población de 7809 habitantes (INE 2024).
| Gráfica de evolución demográfica de Cúllar Vega entre 1842 y 2021                                                   |
| |
| Población de derecho según los censos de población del INE Población de hecho según los censos de población del INE |

## Economía

### Evolución de la deuda viva municipal
| Gráfica de evolución de la deuda viva del Ayuntamiento de Cúllar Vega entre 2008 y 2019                                |
| |
| Deuda viva del Ayuntamiento de Cúllar Vega en miles de euros según datos del Ministerio de Hacienda y Función Pública. |

## Administración y política

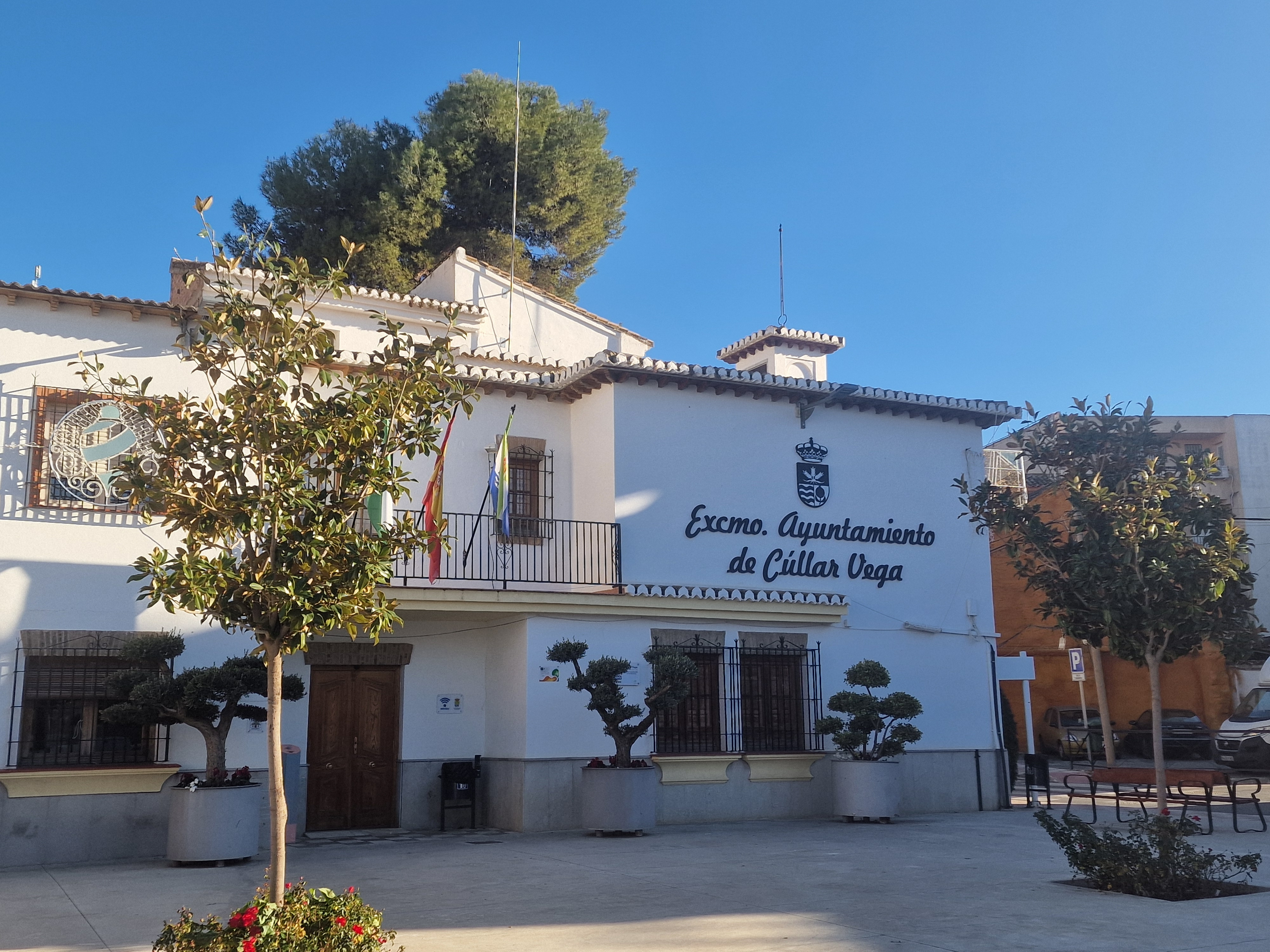
Ayuntamiento de Cúllar Vega, situado en la calle Pablo Picasso

Los resultados en Cúllar Vega de las últimas elecciones municipales, celebradas en mayo de 2023, son:
| Elecciones Municipales - Cúllar Vega (2023) | Elecciones Municipales - Cúllar Vega (2023)   | Elecciones Municipales - Cúllar Vega (2023) | Elecciones Municipales - Cúllar Vega (2023) | Elecciones Municipales - Cúllar Vega (2023) |
| Partido político                            | Partido político                              | Votos                                       | Votos                                       | Concejales                                  |
| ------------------------------------------- | --------------------------------------------- | ------------------------------------------- | ------------------------------------------- | ------------------------------------------- |
|                                             | Partido Socialista Obrero Español (PSOE)      | 2123                                        | 59,31 %                                     | 8                                           |
|                                             | Partido Popular (PP)                          | 836                                         | 23,35 %                                     | 3                                           |
|                                             | Vox (VOX)                                     | 274                                         | 7,65 %                                      | 1                                           |
|                                             | Izquierda Unida Para la Gente (PARA LA GENTE) | 245                                         | 6,84 %                                      | 1                                           |
|                                             | Podemos-Alianza Verde (PODEMOS-AV)            | 57                                          | 1,59 %                                      | 0                                           |

### Alcaldes
| Legislatura | Nombre                                                                   | Grupo |
| ----------- | ------------------------------------------------------------------------ | ----- |
| 1979-1983   | José Fernández Bimbela                                                   | IND   |
| 1983-1987   | Julián Pérez Sánchez                                                     | PSOE  |
| 1987-1991   | Julián Pérez Sánchez                                                     | PSOE  |
| 1991-1995   | Juan Antonio Segura Terribas                                             | PA    |
| 1995-1999   | Juan Antonio Segura Terribas                                             | PA    |
| 1999-2003   | Juan Antonio Segura Terribas                                             | PA    |
| 2003-2007   | Juan de Dios Moreno Moreno                                               | PSOE  |
| 2007-2011   | Juan de Dios Moreno Moreno                                               | PSOE  |
| 2011-2015   | Juan de Dios Moreno Moreno (2011-2014) Jorge Sánchez Cabrera (2014-2015) | PSOE  |
| 2015-2019   | Jorge Sánchez Cabrera                                                    | PSOE  |
| 2019-2023   | Jorge Sánchez Cabrera                                                    | PSOE  |
| 2023-act.   | Jorge Sánchez Cabrera                                                    | PSOE  |

## Educación
El municipio cuenta con los siguientes centros educativos:
- Centro de Educación Infantil "El Cole del Parque", C/ Romero, s/n.
- Centro de Educación Infantil "La Rueda", C/ Federico García Lorca, 14-16.
- Centro de Educación Infantil "Mi Pequeña Granja", C/ Acacias, 5 (El Ventorrillo)
- Colegio de Educación Primaria "Francisco Ayala", Ctra. Belicena, s/n.
- Escuela Infantil "El Aljibe", C/ Sierra Nevada, s/n.
- Escuela Infantil "La Viña", C/ Don Quijote de la Mancha, s/n.
- Centro de Educación Infantil " La vida es bella", C/ Príncipe, 23
- Instituto de Educación Secundaria "Arabuleila", C/ Maestro Diego Montes, 2.

## Cultura

### Patrimonio
Aljibe de Cisterna Subterránea
Cúllar Vega cuenta con un aljibe del siglo XVI situado en una plaza céntrica del municipio y de gran tamaño. Se trata de una cisterna subterránea que almacenaba agua que recogía y distribuía de los ríos Genil y Dílar que ha sido restaurada tras verse afectada por el enjambre sísmico de inicios del año 2021.

### Fiestas
San Antón
El día 17 de enero es San Antón y más que una fiesta religiosa se trata de una fiesta gastronómica, ya que lo típico en estas fechas de enero son las ollas de San Antón, plato típico granadino.
Esta ancestral costumbre festejada en multitud de localidades granadinas consiste en preparar la olla de San Antón con productos de cerdo y habas secas. Las encargadas de prepararla son las mujeres de la Asociación La Huerta que desinteresadamente la cocinan durante toda la mañana en la plaza Felipe Moreno. A mediodía se reparte entre todos los vecinos.
Día de los Petardos

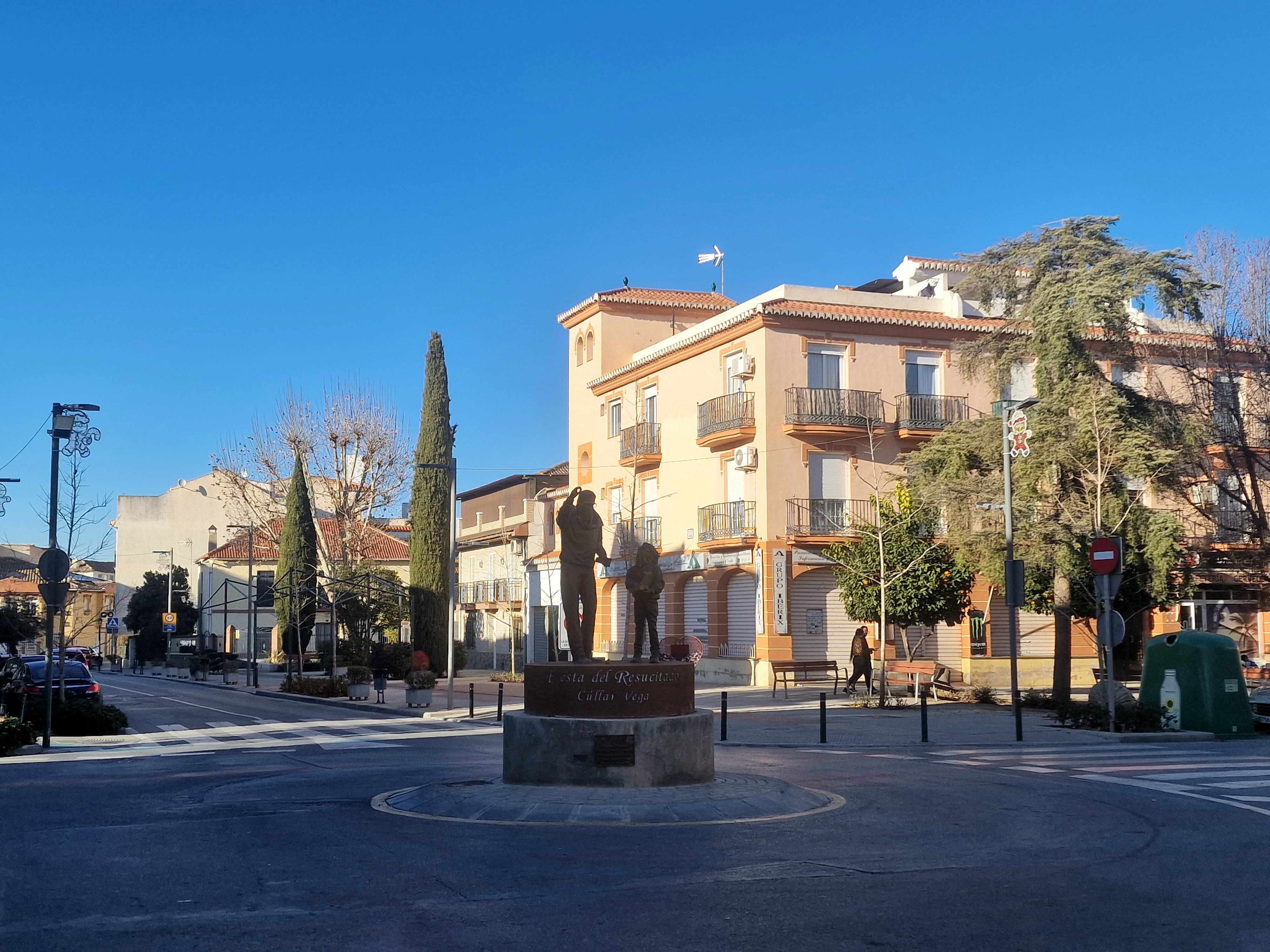
Monumento dedicado a la fiesta del Resucitado, con el paseo de la Aurora al fondo

Por el día de los Petardos es conocido el Domingo de Resurrección. Ese día que pone fin a la Semana Santa se celebra la Resurrección del Señor y en Cúllar Vega se procesiona de una manera muy peculiar. A las 12h del mediodía salen en procesión el Niño Resucitado y la Virgen del Rosario al que acompañan los vecinos tirando petardos y formando una gran humareda y estruendo. La procesión suele durar media hora y en la plaza de la Constitución se realizan las reverencias entre la Virgen y el Resucitado, siendo el momento de más intensidad en el lanzamiento de petardos. Ha sido declarada como fiesta de interés cultural, tradicional y religioso en 2014.
Día de la Bicicleta
El Día de la Bicicleta en Cúllar Vega se celebra el 15 de agosto desde hace más de una década. Es un día festivo en el que desde el ayuntamiento invita a todos los vecinos a coger la bici y realizar un paseo que discurre por Ambroz, Belicena, El Ventorrillo y finaliza en la plaza de la Constitución.
Entre todos los participantes se sortean regalos, incluida una bicicleta. Para finalizar la fiesta se prepara una gran paella para todos en la que se reparte también cerveza y refrescos.
San Miguel
Los días en torno al 29 de septiembre tienen lugar las fiestas patronales en honor a San Miguel, dónde todos los culleros y visitantes disfrutan de unos días de actividades, diversión y entretenimiento.
Día de los Inocentes
El 28 de diciembre, Día de los Santos Inocentes, se organiza al lado de la iglesia parroquial de la Asunción una comida popular a base de migas con sardinas y chorizo; mientras se degusta, dos personajes disfrazados gastan inocentadas a los comensales y piden limosna para los pobres.

### Música
Desde 1986, la Banda Felipe Moreno de la Asociación Musical de Cúllar Vega ha sido y es un referente musical, no solo en la provincia de Granada si no también en las provincias de Málaga, Almería, Jaén y Córdoba. Actualmente la asociación cuenta con dos bandas de música, escolanía, clases de lenguaje musical e instrumentos clásicos-modernos y masterclass.

## Hermanamiento
- Vrhnika, Eslovenia